# Asymbius rufus
Asymbius rufus es una especie de coleóptero de la familia Endomychidae.

## Distribución geográfica
Habita en el Himalaya (India).